# 石坚白
石坚白（1911年—1941年），辽宁省沈阳市人。新四军将领。

## 生平
1937年，参加新四军。皖南事变后，任新四军第四师十旅政治部宣传科科长。1941年，在淮北津浦路西地区，与国军交战中伏击杀害。